# Synema flexuosum
Synema flexuosum là một loài nhện trong họ Thomisidae.
Loài này thuộc chi Synema. Synema flexuosum được Maria Dahl miêu tả năm 1907.